# Francisc Drăghici
Francisc Drăghici (ur. 1 czerwca 1913 w Aradzie, zm. w 1973) – rumuński gimnastyk. Uczestnik Igrzysk Olimpijskich w 1936 w Berlinie. Na igrzyskach olimpijskich zajął 97. miejsce w wieloboju gimnastycznym.